# Sjöängens naturreservat
Sjöängen är ett naturreservat i Falköpings kommun i Västergötland.
Området avsattes som naturreservat 1958 och består av ett öppet kärr. Det ligger cirka 2 km norr om Vartofta, sydost om Falköping.

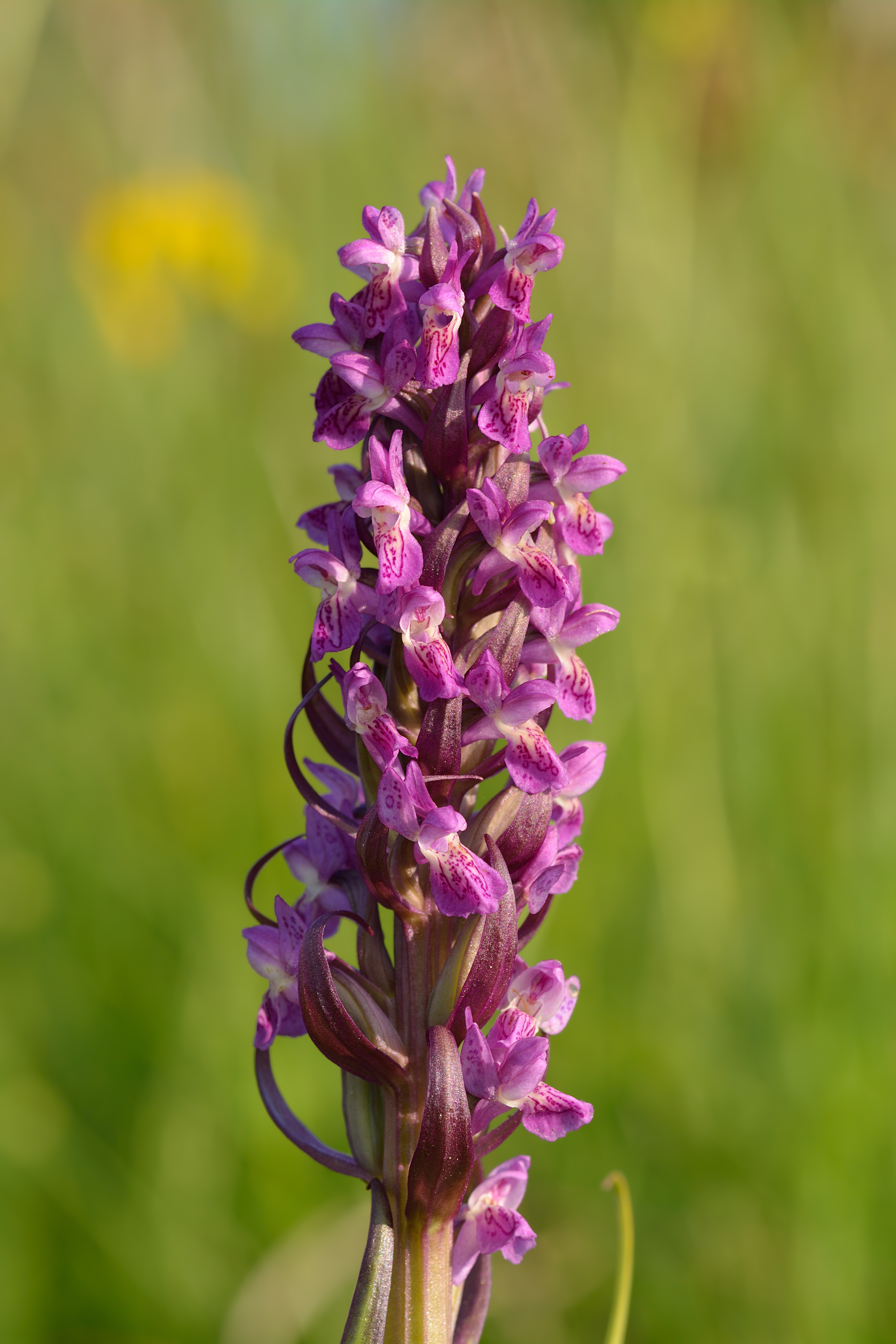
Ängsnycklar

Inom området växer den sällsynta myrbräckan. Där finns även olika starrarter och kärrspira, kärrknipprot och ängsnycklar. Även darrgräs, vildlin och slåtterblomma. Den för extremrikkärr typiska axag växer här.
Området ingår i EU:s ekologiska nätverk av skyddade områden, Natura 2000.